# Reina Claudia Boddaert
Reina Claudia Boddaert es una variedad cultivar de ciruelo (Prunus domestica), de las denominadas ciruelas europeas,
una variedad de ciruela obtenida de una plántula de 'Reina Claudia Verde' en 1845 por el Sr. de Beil, alcalde de Deinze, Bélgica.
Las frutas tienen un tamaño medio, color de piel rosa ciclamen o violeta claro, nunca uniforme, y pulpa de color amarillo dorado o verdosa, con una textura medio firme, y un sabor muy dulce, estupendo si se le quita la piel.

## Sinonimia
- "Reina Claudia Roddaert",
- "Boddaert Gage".[3][5][6]

## Historia
El área de origen de los ciruelos "Reina Claudia" sería seguramente Siria?, y se obtuvo en Francia tras el descubrimiento de un ciruelo importado de Asia que producía ciruelas de color verde. Este ciruelo fue traído a la corte de Francisco I por el embajador del reino de Francia ante la "Sublime Puerta", en nombre de Solimán el Magnífico.
El nombre de Reina Claudia es en honor de Claudia de Francia (1499–1524), duquesa de Bretaña, futura reina consorte de Francisco I de Francia (1494–1547). En Francia le decían la bonne reine.
'Reina Claudia Boddaert' es una variedad belga antigua, obtenida de una plántula de Reina Claudia Verde en 1845 por el Sr. de Beil, alcalde de Deinze, Bélgica, el árbol dio sus primeros frutos en 1854.
'Reina Claudia Boddaert' está cultivada en el banco de germoplasma de cultivos vivos de la Estación experimental Aula Dei de Zaragoza (como 'Reina Claudia Roddaert'). Está considerada incluida como una variedad local muy antiguas, cuyo cultivo se centraba en comarcas muy definidas, que se caracterizan por su buena adaptación a sus ecosistemas, y podrían tener interés genético en virtud de su características organolepticas y resistencia a enfermedades, con vista a mejorar a otras variedades.

## Características
'Reina Claudia Boddaert' árbol con una copa abierta y ancha y un tronco grueso con corteza áspera, que produce antes y mejor que la RC Verte, que da frutos abundantes. Requiere suelo ligero y una posición soleada. Las mejores frutas vienen cuando hay un comienzo de verano húmedo y un clima cálido y seco en el período de maduración. Si el clima es al revés, gran parte de la cosecha se pierde por culpa de la monilinia (Podredumbre parda). Tiene un tiempo de floración que comienza a partir del 16 de abril con el 10% de floración, para el 20 de abril tiene una floración completa (80%), y para el 29 de abril tiene un 90% de caída de pétalos.
'Reina Claudia Boddaert' tiene una talla de tamaño mediano (mucho más grande y de colores más hermosos que la 'Reina Claudia Verde'), de forma redondeada, disimétrica, algo aplastada en la zona pistilar, anchura máxima por debajo de la línea media, con la sutura de color violeta, poco perceptible en frutos muy coloreados, superficial, excepto en la zona pistilar, muy recubierta de pruina; epidermis tiene una piel muy fuerte, ácida, se desprende con facilidad, con pruina violácea, repartida desigualmente, color de la piel rosa ciclamen o violeta claro, nunca uniforme, a veces puede verse el fondo amarillo dorado o verdoso, punteado muy abundante, muy pequeño, con aureola muy marcada, rosa ciclamen, carmín o morado, siempre más oscura que el resto del fruto; Pedúnculo de longitud media, fino, a veces su parte superior curvada en un ángulo de 90°, ubicado en una cavidad del pedúnculo mediana o estrecha, poco profunda, muy poco rebajada, solo en el lado de la sutura;pulpa de color amarillo dorado o verdosa, con una textura medio firme, y un sabor muy dulce, estupendo si se le quita la piel.
Hueso semi libre, se desprende con facilidad quedando hebras fibrosas en la zona ventral, con tamaño mediano, redondeado, y la superficie rugosa.
Su tiempo de recogida de cosecha se inicia en su maduración a finales de julio y principios de agosto.

## Usos
La ciruela 'Reina Claudia Boddaert' se comen crudas de fruta fresca en mesa.

## Cultivo
Autofértil, es una muy buena variedad polinizadora de todos los demás ciruelos de Reina Claudia.

## Enfermedades y plagas
Plagas específicas:
Pulgones, Cochinilla parda, aves Camachuelos, Orugas, Araña roja de árboles frutales, Polillas minadoras de hojas, Pulgón enrollador de hojas de ciruelo.
Enfermedades específicas:
Podredumbre parda de las ciruelas.